# Ferruccio Garavaglia
Ferruccio Garavaglia (1 de mayo de 1868 – 29 de abril de 1912) fue un actor teatral y cinematográfico de nacionalidad italiana, activo en la época del cine mudo.

## Biografía
Nacido en San Zenone al Po, Italia, estuvo casado con la actriz Adele Garavaglia. El hijo del matrimonio fue el también actor Leo Garavaglia. Además, fue abuelo de otra actriz, Miranda Bonansea.
Junto a Achille Majeroni, Garavaglia fue director de una compañía teatral propia. Es recordado por interpretar en los años 1910 varios papeles protagonistas en filmes mudos, principalmente adaptaciones de dramas teatrales y piezas de ópera.
Ferruccio Garavaglia falleció en Nápoles, Italia, en 1912.

## Filmografía
- Otello (1909)
- La morte civile (1910)
- Rigoletto (1910)
- Romeo e Giulietta (1912)